# Fabio Jansen
Fabio Jansen (Milano, 28 aprile 1974 – Bangkok, 22 ottobre 2023) è stato un regista, fotografo e viaggiatore italiano.

## Biografia
Nato a Milano, fin da bambino girò il mondo trasportato (fisicamente) dai genitori e dalla loro passione per i viaggi, cosa che gli permise di crescere all'interno delle più svariate e colorate culture esotiche e di maturare l'amore per i continui stimoli di paesi e persone nuove e sconosciute.
Cominciò presto ad appassionarsi all'Oriente, alla fotografia ed alla musica.

Nel 1992 fondò assieme ad alcuni amici la SQUAP, un'etichetta indipendente specializzata in musica alternativa, performance teatrali, installazioni multimediali e colonne sonore.

Dal 1993 in poi per quattro mesi all'anno viaggiò in lungo e in largo per l'Oriente con un amico, una piccola telecamera handycam e una vecchia macchina fotografica catturando i volti delle persone e le storie nascoste dentro i loro occhi.
Nel 1997 si avvicinò alla musica elettronica iniziando a produrre pezzi e a suonarli come dj nei locali e per le sfilate di moda a Milano. Contemporaneamente, proprio attraverso la moda, cominciò la sua avventura all'interno delle produzioni video, ricoprendo in pochi anni tutti i ruoli possibili (partendo dalla produzione, al montaggio e alla fotografia) ed assimilando in breve ogni tipo di nozione tecnica e tecnologica.
Nel 2001 intraprese la carriera di regista dirigendo promo e music live show per la neonata MTV Italia. Nello stesso anno con un paio di amici iniziò a scrivere, dirigere e produrre diversi video musicali di gruppi sconosciuti con budget praticamente inesistenti.
Si rese presto conto dell'energia sprigionata dal connubio fra musica ed immagini. Da allora si mosse contemporaneamente negli ambienti main stream e in quelli indipendenti, dalla moda alla video arte, dai videoclip alle video installazioni, dai documentari di viaggio ai cortometraggi.
Scrisse e diresse varie trasmissioni televisive per MTV Italia.

## Premi
Nel 2011 vinse il festival di cortometraggi circuito off a Venezia con Looking forward, un film codiretto con Naù Germoglio e F.Parrella.

## Videoclip
- Alessandra Amoroso - La mia storia con te[1] (2010)
- Alex Britti - ...solo con te (2006)
- Andrea La Greca - Sai di buono / Sabes a bueno[1] (2010)
- Club Dogo - Minchia boh (2012)
- Dolcenera - Niente al mondo[1] (2014), Fantastica[2] (2015)
- Elettra Lamborghini - Pem Pem[2] (2018), Pistolero (2021), Mani in alto (2023)
- Francesco Sarcina - Giada e le mille esperienze (2014)
- Franziska - Dancehall Party[3] (2006)
- Giorgia - Infinite volte (2005)
- Gregory Darling - Life's Gotta Funny Way (2009)
- Ligabue - Happy Hour (2006)
- Lodovica Comello - Universo (2013), Otro día más (2014)
- Luca Carboni - Fisico & politico (feat. Fabri Fibra) (2013), Persone silenziose (feat. Tiziano Ferro) (2013), C'è sempre una canzone (2014)
- Mao - Prima di addormentarmi (2001)
- Marracash - Nulla accade (feat. Gué Pequeno) (2016)
- Marti - The Price We Pay (2009)
- Minnie's - Brillanti idee per pochi istanti[4] (2011)
- Neffa - Lontano dal tuo sole (2009), Nessuno (2009), Molto calmo (2013), Quando sorridi (2013)
- Nek - Contromano / A contramano (2005), L'inquietudine / La inquietud (2006), Hey Dio[1] (2014)
- Nina Zilli - Una notte (2012), #RLL (Riprenditi le lacrime)[2] (2015)
- OOVEE & Flatdisk - Don't Kill the Night[2] (feat. Rhett Fisher) (2015)
- Oro Bianco - Supertrapper (2017)
- Park Avenue - I Play[1] (2010)
- Radio Deejay Staff - A te che sei Radio Deejay (2008)
- Supernova - Always[3] (2013)
- The Teachers - I Won't Back Down (2009)
- Tiziano Ferro - Hai delle isole negli occhi (2012), L'amore è una cosa semplice / El amor es una cosa simple (feat. Malú) (2012)